# Miałeś być...
Miałeś być... è il terzo singolo della cantante pop e soul polacca Monika Brodka.

## Classifiche
| Classifica (2005) | Posizione massima |
| ----------------- | ----------------- |
| Europa            | 54                |
| Polonia           | 1                 |